# Lac Hénault
Le lac Hénault est un lac canadien, situé sur le territoire de la municipalité de Mandeville au Québec. 

## Géographie
Il se trouve à 17 kilomètres au nord-nord-est du centre-ville. 

## Faune
On peut y retrouver certaines espèces de poissons dont la perchaude, la truite arc-en-ciel, la barbotte brune et d'autres espèces d'eau douce. La pêche y est peu pratiquée mais il est excellent pour le kayak et le canot. 
Les abords du lac voient des chevreuils et le lac est régulièrement réensemencé en truites arc-en-ciel.

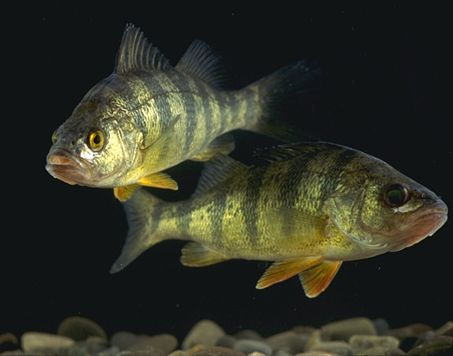
Perchaude
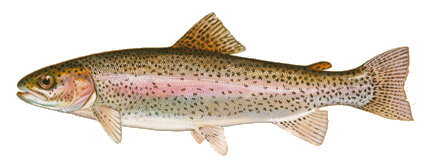
Truite arc-en-ciel
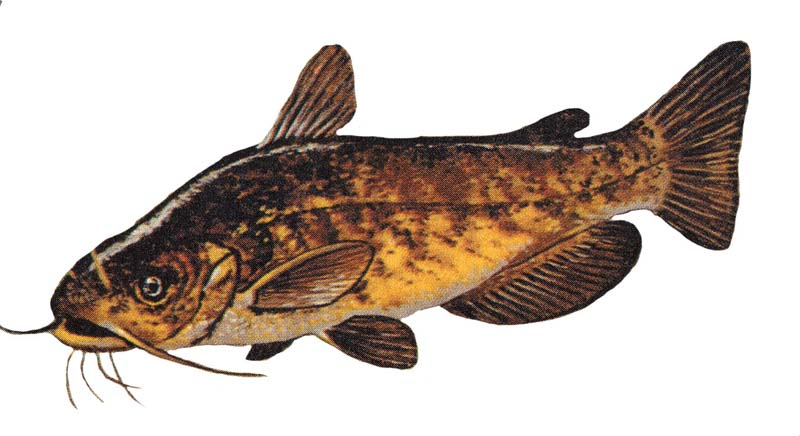
Barbotte brune
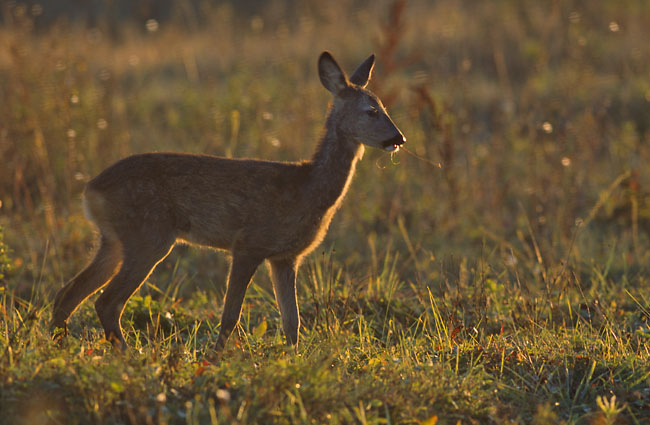
Chevreuil